# JQuery
jQuery（ジェイクエリー）は、ウェブブラウザ用のJavaScriptコードをより容易に記述できるようにするために設計されたJavaScriptライブラリである。ジョン・レシグが、2006年1月に開催された BarCamp NYC でリリースした。様々な場面で活用されており、JavaScriptライブラリのデファクトスタンダードと呼ぶ者もいる。ロゴの下に表記されているキャッチコピーは「write less, do more」（「少ない記述で、もっと多くのことをする」の意）。

## 機能・特徴
jQueryには次のような機能・特徴がある。
- ブラウザに依存しないオープンソースのセレクタエンジン Sizzle を使ったDOMエレメントの選択（Sizzle は jQuery プロジェクトからスピンアウト）[2]
- DOM操作と変更（CSS 1-3 と基本的なXPathのサポートを含む）
- イベント
- CSS操作
- エフェクトとアニメーション
- Ajax
- ユーティリティ - ブラウザのバージョン取得、each関数など
- プラグインによる拡張性

## 配布
通常jQueryは単一のJavaScriptファイルとして存在している。このほかパッケージ管理システム（npm、Yarn、Bower）やコンテンツデリバリネットワーク（CDN）（Google、マイクロソフトなど）で配信されている。
ライブラリにリンクする例（同一ホスト・サーバーから）：
```
<
script
 
src
=
"jquery-3.7.1.min.js"
></
script
>

```

公式のパブリックCDN、code.jquery.comを利用する例：
```
<
script

  
src
=
"https://code.jquery.com/jquery-3.7.1.min.js"

  
integrity
=
"sha256-/JqT3SQfawRcv/BIHPThkBvs0OEvtFFmqPF/lYI/Cxo="

  
crossorigin
=
"anonymous"
></
script
>

```

## インタフェース

### 関数
jQueryは、静的メソッドとjQueryオブジェクトメソッドの2種類あり、それぞれに独自の使用スタイルがある。
- jQuery - メインのjQueryオブジェクト
- $ - jQueryの別名（エイリアス）

なおjQueryによって再代入された$変数は、jQuery.noConflict()を記載した行以降、放棄される。これにより他のライブラリなどで宣言されていた$変数を復帰することができる。

### 典型的なスタート方法
jQueryをスタートするには次の方法が推奨されている。
```
function
 
example
()
 
{

	
// 定義された関数による任意のコード

}

$
(
example
);

// または

$
(
function
 
()
 
{

	
// 無名関数による任意のコード

});

```

HTMLの解析を終えると、$()メソッドで指定された関数をコールバックし、DOM操作などを安全にスタートさせる。同じ働きをしていたレディイベント$(document).on('ready', callback)は古典的な方法で、jQuery 3.0以降削除されて、動作しない。

### メソッドチェーン
$()メソッドは基本的にjQueryオブジェクトが返る為、次のようにメソッドをつなげていくことが可能である。
```
$
(
'div.test'
).
add
(
'p.quote'
).
addClass
(
'blue'
).
slideDown
(
'slow'
);

```

このコードは、divタグのクラス属性がtestのものとpタグのクラス属性がquoteのもの全てについて、クラス属性blueを追加し、それらをアニメーション付きでスライドダウンさせる。$()変数およびadd()関数は一致する集合を決め、addClass()とslideDown()は参照しているノード群に作用する。

### Ajax
静的メソッドの$.ajax()を用いて非同期通信を実行することができる。$.ajax()の返り値にはPromiseインタフェースを実装したDeferredオブジェクトが返るため、then()メソッドを用いて要求した結果を受けとる必要がある。
```
$
.
ajax
({

  
type
:
 
'POST'
,

  
url
:
 
'/process/submit.php'
,

  
data
:
 
{

    
name
 
:
 
'John'
,

    
location
 
:
 
'Boston'
,

  
},

}).
then
(
function
(
msg
)
 
{

  
alert
(
'Data Saved: '
 
+
 
msg
);

}).
catch
(
function
(
xmlHttpRequest
,
 
statusText
,
 
errorThrown
)
 
{

  
alert
(

    
'Your form submission failed.\n\n'

      
+
 
'XML Http Request: '
 
+
 
JSON
.
stringify
(
xmlHttpRequest
)

      
+
 
',\nStatus Text: '
 
+
 
statusText

      
+
 
',\nError Thrown: '
 
+
 
errorThrown
);

});

```

このコードは/process/submit.phpにパラメータ name=John&location=Boston をつけて要求し、その要求が正常に完了したとき、レスポンスを表示する。
jQuery 3.0以前では結果を受けとる際にsuccess、error、completeの各メソッドに指定されたコールバック関数へ渡していたが、以降削除、動作しない。
Fetch APIと似た文法であるが、jQueryではXMLHttpRequestオブジェクトを利用している為、返されるオブジェクトや、HTTPステータスコードが404でもエラーとは見なさないなど取り扱いが少し異なる。

## 採用
マイクロソフトとノキアはそれぞれ自社プラットフォームへのjQueryバンドルを計画していると発表した。マイクロソフトは手始めに Visual Studio で採用、ASP.NET開発チームをフルタイムでjQueryの開発に参加のうえ、jQueryを同社のASP.NETにおけるクライアント・サイド・スクリプティングの標準として採用し、同社が開発していた類似技術を全て廃止すると発表、ASP.NET AJAX および ASP.NET MVC Framework で利用する。一方ノキアは同社の Web Runtime プラットフォームに組み込む予定である。

## リリース履歴
主なリリースを示す。下に行くほど古いバージョンを示している。
| リリース日付  | バージョン番号       | 備考 |
| ------------- | -------------------- | --- |
| 2021年3月12日 | 3.6.0                | |
| 2020年4月10日 | 3.5.0                | |
| 2019年4月10日 | 3.4.0                | |
| 2018年1月19日 | 3.3.0                | 古い関数の廃止、クラスを受け付ける関数において配列形式にも対応 |
| 2017年3月16日 | 3.2.0                | <template>要素の内容を取り戻す対応を追加、様々な古いメソッドを廃止 |
| 2016年7月7日  | 3.1.0                | Deferredモジュールのエラーハンドリング改善。 |
| 2016年6月9日  | 3.0.0                | DeferredのPromises/A+互換化。カスタムセレクタの高速化。Ajax機能を含まない軽量版の提供。ES2015のfor ofループへの対応。requestAnimationFrameへの対応など。                  |
| 2016年1月14日 | 3.0.0-beta1          | AlphaからBetaに移行。Alpha時点で存在していた、IE8対応のjQuery compatは、Microsoft社によるIEのサポートポリシー変更に伴って開発停止。                                       |
| 2016年5月20日 | 2.2.4、1.12.4        | 1系、2系の最終バージョン。 |
| 2016年1月8日  | 2.2.0、1.12.0        | 1系、2系の機能追加はこのバージョンで終了し、今後はバグの修正のみとなる。パフォーマンスの改善、SVGクラスの操作等の新機能追加。                                             |
| 2014年1月24日 | 2.1.0、1.11.0        | |
| 2013年4月18日 | 2.0.0                | Internet Explorer 6, 7, 8 の非サポート,ファイルサイズを12%少なくしたこと等。APIは1.9との互換性を維持している。                                                            |
| 2013年1月15日 | 1.9 FINAL / 2.0 beta | .toggle等の利用頻度の低いAPIの廃止（廃止されたAPIはjQuery Migrate Pluginとして別途提供）                                                                                  |
| 2012年8月9日  | 1.8                  | CSSのベンダープレフィックスを自動付加、5つのモジュールに分割、アニメーション処理刷新、Sizzle（セレクター解析エンジン）再構築、XSS対策強化、ソフトウェアライセンスの単一化 |
| 2011年11月3日 | 1.7                  | .bind(), .delegate(), .live()等の一部APIの統合、新規APIの追加、一部API連携の改善、IEでの不具合／仕様の対応                                                                |
| 2011年5月3日  | 1.6                  | パフォーマンス改善、.attr(), .val()の拡張、アニメーション処理の改善 |
| 2011年1月31日 | 1.5                  | Ajax関連モジュールのコード刷新、settingに新規プロパティを追加、Deferredオブジェクト追加、一部APIのパフォーマンス改善                                                      |
| 2010年1月14日 | 1.4                  | 大幅なパフォーマンス／実行速度改善 |
| 2009年1月14日 | 1.3                  | Sizzle Selector Engine がコアに導入された。 |
| 2007年9月10日 | 1.2                  | |
| 2007年1月14日 | 1.1                  | |
| 2006年8月26日 | 1.0                  | 最初の安定版 |
| 2006年6月30日 | 1.0a                 | α版 |